# Erfolgsqualifikation
Erfolgsqualifikation, auch erfolgsqualifizierter Tatbestand oder häufig erfolgsqualifiziertes Delikt, ist ein Rechtsbegriff aus dem deutschen Strafrecht. Gekennzeichnet ist diese Qualifikation dadurch, dass ein Grunddelikt vorsätzlich erfüllt wird und daneben ein qualifizierter Erfolg eintritt und verursacht wird, aus dem härter bestraft wird. Der Eintritt des qualifizierten Erfolges bedeutet eine unmittelbare Realisierung der dem Grunddelikt spezifisch anhaftenden Gefahr.

## Erfolgsqualifikation (Deutschland)
Klassisches Beispiel für eine Erfolgsqualifikation im deutschen Strafgesetzbuch (StGB) ist die schwere Körperverletzung gemäß § 226 StGB. Sie hat Verbrechenscharakter, da eine Mindeststrafe von einem Jahr Freiheitsstrafe angedroht sind. Grunddelikt ist dabei das Vergehen Körperverletzung gemäß § 223 StGB, für das mindestens Geldstrafe und eine Höchststrafe von fünf Jahren vorgesehen sind. Dieser Strafrahmen wird auf ein bis zehn Jahren Freiheitsstrafe angehoben, wenn das Opfer durch die Tat bestimmte irreversible Schäden davonträgt (z. B. Blindheit, Verlust eines Gliedes, Entstellung). Da § 226 StGB auch ein Verbrechen darstellt, ist kriminalpolitisch umstritten, ob allein die Fahrlässigkeit einer deliktischen Handlung ausreicht, um nicht aus einem Vergehen wie § 223 StGB, sondern aus einem Verbrechen nach § 226 StGB zu bestrafen.
Weitere Beispiele sind die Körperverletzung mit Todesfolge (§§ 223, – ggf. 224 – 227 StGB), der Raub mit Todesfolge (§§ 249 – ggf. 250 –, 251 StGB), die Freiheitsberaubung mit Todesfolge (§ 239 Abs. 1, 4 StGB) oder die Brandstiftung mit Todesfolge (§§ 306, – ggf. 306a, 306b – 306c StGB).
Die Erfolgsqualifikationen sind durch einen besonders hohen Strafrahmen gekennzeichnet. Dies ergibt sich aus ihrer Systematik. Strukturell ist nämlich vom  Grundtatbestand auszugehen, bei dem ein schwerer Erfolg hinzutritt, der nicht von diesem Grunddelikt, sondern von einem eigenen Qualifikationstatbestand erfasst wird. Im Vergleich mit dem Grundtatbestand ist also bei der Erfolgsqualifikation der Handlungsunwert dasselbe. Grund für die höhere Strafandrohung ist allein der gegenüber dem Grundtatbestand gesteigerte Erfolgsunwert. Allerdings tritt die Bestrafung nach dem Strafrahmen für das erfolgsqualifizierte Delikt gemäß § 18 StGB nur dann ein, wenn dem Täter hinsichtlich der die Qualifikation beschreibenden Folge der Tat wenigstens Fahrlässigkeit zur Last liegt. Dies umfasst neben verschiedenen Graden der Fahrlässigkeit auch sämtliche Vorsatzformen.
Im deutschen Strafrecht wurde für die Auslegung des Tatbestands ein besonderes Bindeglied zwischen Grunddelikt und Qualifikationserfolg konzipiert. Im sogenannten Rötzel-Fall hatte der Bundesgerichtshof (BGH) für die Körperverletzung mit Todesfolge einen unmittelbaren Zusammenhang zwischen der vorsätzlichen Grundtat und der schweren Folge verlangt. Die neuere Rechtsprechung hingegen verlangt lediglich die Verwirklichung einer grunddeliktsspezifischen („deliktstypischen“) Todesgefahr im Erfolg.
Zur Versuchsstrafbarkeit siehe unter Erfolgsqualifizierter Versuch.

## Erfolgsqualifikation (Österreich)
Das österreichische Strafrecht sieht wie das Strafrecht Deutschlands Erfolgsqualifikationen vor. Die Bestrafung nach einem erfolgsqualifizierten Delikt setzt nach § 7 Abs. 2 des Strafgesetzbuchs Österreichs (StGB) voraus, dass der Täter die schwerere Folge zumindest fahrlässig verwirklicht hat. Im Unterschied zum deutschen Strafrecht kennt die österreichische Rechtsordnung allerdings Folgen, die überhaupt keinen eigenen Tatbestandserfolg bilden, wie etwa der qualifizierte Erfolg „Not vieler Menschen“ bei der Brandstiftung in § 169 Abs. 3 StGB. (Im Gegensatz dazu steht der Tatbestandserfolg Tod, dessen fahrlässige Herbeiführung auch für sich unter Strafe steht.) Außerdem hat sich ein Unmittelbarkeitszusammenhang als Bindeglied zwischen Grundtatbestand und Qualifikationserfolg weder in Literatur noch in der Rechtspraxis durchgesetzt.

## Präterintentionalität (Italien)
Das italienische Strafrecht sieht für Fälle, die in Deutschland unter die Erfolgsqualifikation fallen, eine eigene Schuldform vor, die sogenannte Präterintention (italienisch: preterintenzione, vom Lateinischen praeter, darüber hinaus, und intentio, -ionis, Absicht). Sie ist in Art. 43 des italienischen Strafgesetzbuchs definiert. Im Besonderen Teil des Kernstrafrechts findet sich nur ein Verbrechen, das den Begriff „Präterintention“ beinhaltet: Die präterintentionale Tötung nach Art. 584 iStGB. Inhaltlich entspricht der Tatbestand der deutschen Körperverletzung mit Todesfolge in § 227 StGB. Die Auslegung ist in Rechtsprechung und Literatur äußerst umstritten: Während das italienische Höchstgericht zur Erfolgshaftung tendiert, befürwortet das neuere Schrifttum eine Auslegung auf der Grundlage des Schuldprinzips: